# Parallels (album)
Parallels è il sesto album in studio dei Fates Warning ed è stato pubblicato nel 1991. Il 16 marzo 2010 la Metal Blade Records ha pubblicato una versione speciale del disco, che include il disco con le tracce rimasterizzate, un CD di bonus ed un DVD

## Tracce
Testi e musiche di Jim Matheos.
1. Leave the Past Behind – 6:14
2. Life in Still Water – 5:44
3. Eye to Eye – 4:06
4. The Eleventh Hour – 8:12
5. Point of View – 5:07
6. We Only Say Goodbye – 4:56
7. Don't Follow Me – 4:41
8. The Road Goes on Forever – 6:31

### Tracce bonus dell'edizione deluxe 2010

#### Disco 2
1. Leave the Past Behind (live) – 4:40
2. Don't Follow Me (live) – 5:19
3. The Eleventh Hour (live) – 8:10
4. Point of View (live) – 4:20
5. Eye to Eye (live) – 4:07
6. Nothing Left to Say (live) – 8:00
7. Quietus (live) – 4:00
8. Through Different Eyes (live) – 4:39
9. Leave the Past Behind (demo) – 5:50
10. Eye to Eye (demo) – 4:06
11. The Eleventh Hour (demo) – 7:39
12. Point of View (demo) – 4:51
13. Don't Follow Me (demo) – 4:17
14. The Road Goes on Forever (demo) – 5:44

- Le tracce 1-8 sono state registrate al "The Palace" di Hollywood, California, il 23 gennaio 1992; tracce 9-14 pre-production demo[1].

#### Disco 3 - Bonus DVD
- The making of Parallels
- Point of View (video)
- Eye to Eye (video)
- Live a New Haven, Connecticut, il 13 febbraio 1992[1].

1. Leave the Past Behind
2. Static Acts
3. Don't Follow Me
4. Part of the Machine
5. The Eleventh Hour
6. Point of View
7. Silent Cries
8. Life in Still Water
9. Eye to Eye
10. Nothing Left to Say
11. Quietus
12. Damnation/In a Word
13. Through Different Eyes

## Formazione
- Ray Alder - voce
- Jim Matheos - chitarra
- Frank Aresti - chitarra
- Joe DiBiase - basso
- Mark Zonder - batteria e percussioni

### Ospiti
- James LaBrie - cori in Life in Still Water